# Bruno Sant'Anna
Bruno Sant’Anna (São José dos Campos-SP, 12 de Julho de 1993) é um tenista brasileiro.

## Carreira
Em 2012, conquistou seus primeiros títulos, ao vencer dois torneios Futures no Brasil.
No dia 02 de Junho de 2013, conquistou seu primeiro torneio internacional, ao vencer o guatemalteco Christopher Figueroa por 6/1 6/2, na superfície rápida do Future de Quintana Roo, no México.

### Conquistas

#### Torneios de Simples
- 2012 - Brazil F22 Futures (CL);
- 2012 - Brazil F30 Futures (CL);
- 2013 - Future de Quintana Roo, no México

#### Torneios de Duplas
- 2011 - Brazil F12 Futures (CL) (em parceria com K. Sell)